# Königlich Preußische Eisenbahn-Verwaltung

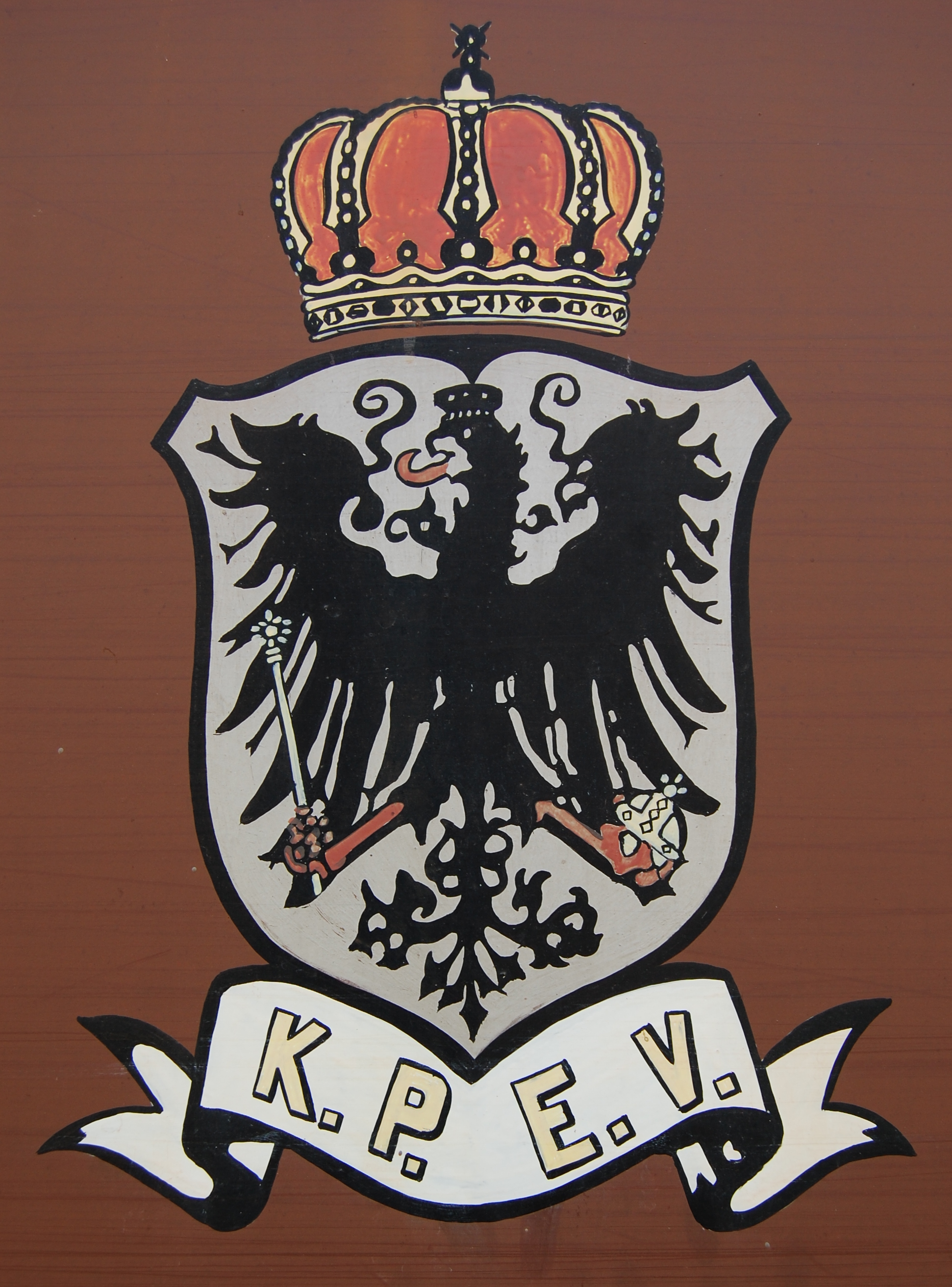
Znak K.P.E.V. na zavazadlovém voze

Königlich Preußische Eisenbahn-Verwaltung (tj. Královská pruská železniční správa, zkráceně KPEV či K.P.E.V.) bylo souhrnné označení pro všechny orgány státní drážní správy v Prusku.

## Vývoj
Z velké části nezávislé železniční ředitelství Pruska podléhalo přímo ministerstvu veřejných prací. Úřad s názvem Královská pruská železniční správa neexistoval a označení se často používá nesprávně pro Pruské státní dráhy (Preußischen Staatseisenbahnen).
Zkratku KPEV s erbovním orlem poprvé zavedla Eisenbahndirection Coeln linksrheinisch po svém založení v roce 1880. Znak původně sloužil k připevnění ke krytům nápravových skříní jejich železničních vozů. Dle příručky Katechismus für den Schaffner- und Bremser-Dienst (Katechismus pro průvodčí a brzdaře) z roku 1920 měly zkratka a znak KPEV za úkol především označovat příslušnost vagonů jednotlivých železničních společností náležejících k Prusku, resp. musela být jednotným způsobem označena příslušnost ke Královskému železničnímu ředitelství. Později se toto značení začalo používat i pro další objekty a budovy společnosti Pruské dráhy.
Po abdikaci Viléma II. v listopadu 1918 a zániku Pruského království se používala zkratka PStEV resp. P.St.E.V. pro Pruskou správu státních drah (Preußische Staatseisenbahnverwaltung) až do vzniku Deutsche Reichsbahn v roce 1920.